# 尊珍法親王
尊珍法親王（そんちんほっしんのう）は、鎌倉時代後期の法親王。静尊法親王（じょうそんほっしんのう）あるいは恵尊法親王（えそんほっしんのう）とも。聖護院門跡・園城寺長吏・准三宮。亀山上皇の皇子で、母は民部卿三位。征夷大将軍護良親王の異父兄。
後醍醐天皇の義理の息子（血筋上の叔父）に当たるが、『太平記』では実子として登場し、また護良の同父同母弟という設定になっている。

## 経歴

### 系譜
尊珍の続柄に関する有力な記録は、『金沢文庫文書』所収の前執権金沢貞顕書状（元徳元年（1329年）12月11日付）で、「民部卿三品」という女性が「梨下門主宮〔当代御子〕」（後醍醐天皇皇子で梶井門跡である人物）と「聖護院准宮〔亀山院御子〕」の母だったと言及されている。一方、『増鏡』「むら時雨」では、「民部卿三位」が護良親王の母であり、それより前に亀山上皇の皇子を産んでいたことが言及される。
これらによって、尊珍が亀山上皇と民部卿三位の皇子であること、天台座主尊雲法親王（のちの征夷大将軍護良親王）の異父兄であることがわかる。

### 生涯
嘉元4年（1306年）に誕生。生年については記録が2つあり、園城寺長吏補任時に数え20歳（「寺門伝記補録第十四」）を逆算して1307年とするものと、覚助入室時に数え19歳（『道平公記』）を逆算して1306年とするものがある。しかし、亀山上皇は嘉元3年9月15日（1305年10月4日）に崩御しているから（『増鏡』「さしぐし」）、亀山皇子であれば、1306年しかないことになる。
養君（乳父のことか）には、大覚寺統の重臣である北畠親房が当てられた（『道平公記』元亨4年（1324年）8月22日条）。
元亨4年（1324年）8月22日夜、聖護院二品覚助法親王に入室（『道平公記』『続史愚抄』）。覚助は亀山の弟なので、尊珍の叔父に当たる。
嘉暦元年（1326年）5月、一身阿闍梨の宣を授かり、園城寺長吏に補任（『大日本仏教全書』第127冊「寺門伝記補録第十四」）。
ところが、元徳2年（1330年）12月、鎌倉幕府に捕らわれて越前国（福井県）に配流となった（『鎌倉年代記』）。理由は不明だが、森は、鎌倉幕府との戦い元弘の乱が始まる前年という時期を考えて、後醍醐の討幕計画と何か関係があったのではないか、としている。
流刑先の越前国で薨去した（「諸門跡譜」）。

## 『本朝皇胤紹運録』
『本朝皇胤紹運録』（応永33年（1426年））のうち、亀山天皇の系図では「寺 尊珍法親王〔准宮。長吏。聖護院。於配所入滅。母准位資子〕」とある。
一方、後醍醐天皇の系図では、「寺 静尊法親王〔聖護院。改恵尊又改尊珍。母同世良〕」とあり、聖護院尊珍法親王の記述について錯乱が見られる。#『太平記』も参照。

## 『太平記』
軍記物語『太平記』（1370年ごろ完成）では、流布本巻1「儲王の御事」に、後醍醐天皇の「四宮」（第四皇子）の聖護院門跡として登場（名前は言及されず）。後醍醐と民部卿三位の子で、「三宮」の護良親王とは同父同母弟とされる。
元弘の乱前半戦で後醍醐勢力が敗北した後は、流布本巻4「笠置囚人死罪流刑事附藤房卿事」では、但馬国（兵庫県北部）に流刑になり、但馬守護太田守延に預けられたという。
流布本巻8「主上自令修金輪法給ふ事附千種殿京合戦」では、「六宮」（第六皇子）として登場。初登場時は「四宮」だったので、矛盾がある。太田守延は後醍醐勢力に好意的な武士だったので、六宮を上将軍として鎌倉幕府に反旗を翻した。そして、京都の六波羅探題攻めに苦戦する千種忠顕の軍勢に合流・加勢した、と描かれる。